# Грембоцини
Грембоцини (пол. Grębociny) — село в Польщі, у гміні Зелюв Белхатовського повіту Лодзинського воєводства.
Населення — 165 осіб (2011).
У 1975-1998 роках село належало до Пйотрковського воєводства.

## Демографія
Демографічна структура станом на 31 березня 2011 року:
|          | Загалом | Допрацездатний вік | Працездатний вік | Постпрацездатний вік |
| -------- | ------- | ------------------ | ---------------- | -------------------- |
| Чоловіки | 82      | 20                 | 54               | 8                    |
| Жінки    | 83      | 24                 | 39               | 20                   |
| Разом    | 165     | 44                 | 93               | 28                   |